# Ауди Тип D
Ауди Тип D (на немски: Audi Typ D) е модел на Ауди, произвеждан от 1912 г. Той допълва гамата автомобили на Ауди, като се продава наред с малкия Тип В и средноголемия Тип С. Въпреки че се произвежда в продължение на осем години, от този модел има направени само 53 екземпляра.
Двигателят е четирицилиндров редови с обем 4.7 литра. Мощността му е 45 к.с. (33 kW), а максималната скорост – 100 км/ч. Автомобилът е със задно задвижване и четиристепенна скоростна кутия. Предлага се като туристически автомобил или лимузина с четири врати.